# ソナー

反響定位の原理

ソナー（英語: sound navigation and ranging, SONAR; ソーナーとも）は、水中を伝播する音波を用いて、水中・水底の物体に関する情報を得る装置。

## 呼称について
1910年代、イギリスで水晶振動子を用いた反響測距に関する機密実験が行われた際、この研究グループにASDICという秘匿名が用いられた。これは"Anti-Submarine Division"の略語に知識・学問領域を示す接尾辞である"-ics"を付したもの、または"Anti-Submarine Detection Information Comittiee"の略語とされている。その後、この秘匿名は有名になり、イギリスでは、反響測距に関する一般名詞として使われてきた。
その後、第二次世界大戦中には、アメリカ合衆国において、"Sound navigation and ranging"（音響航法・測距）の頭字語として"Sonar"という名詞が発明された。これは、当時普及しつつあった「レーダー」と同じ発想の命名であったこともあり、広く受け入れられた。日本語では、一般的には「ソナー」と訳されるが、日本海軍および海上自衛隊では「ソーナー」で呼称を統一している。なお、海上自衛隊ではソーナーとは、装置の名称であると共に水測することも指す。海上自衛隊でのソーナー操作員は水中測的員略して水測員と呼ばれる。民生用途においては、船の真下方向を探知するものを「魚群探知機」 (Fishfinder) と呼び、船の周囲方向を探知するものを「ソナー」と呼んで区別している。このほか、クジラ向けのものは、鯨探機とも呼ばれる。

## 歴史
1490年にレオナルド・ダ・ヴィンチは、ラッパにパイプと聴診器を付けたような器具を作成して小船の上から水中にそれを伸ばし、遠くのガレオン船の水中音を聞いて、音波は水中の方が空気中より良く伝わることを確認していた。
原理の発明
1827年、スイスのジャン-ダニエル・コラドンとフランスのジャック・シャルル・フランソワ・スツルムは、レマン湖において音速の実測試験を実施し、ソナーの理論化の端緒となった。また、19世紀後半には、電気から音響へのエネルギー変換を扱う電気音響工学に関して多くの知見が得られ、水中音響研究に間接的に寄与した。その代表的なものとして、1840年代にジェームズ・プレスコット・ジュールにより発見された磁歪効果や、1880年にピエール・キュリーとジャック・キュリー兄弟によって発見された圧電効果があった。
水中音響学への応用
20世紀に入ると、これらの水中音響学の実践的な応用が志向されるようになった。まず、危険海域の灯台付近に設置された水中ベルからの音を利用して、これと自船の霧笛との時間間隔の計測によって灯台との距離を測定するシステムが開発された。間もなく電波航法が登場したため、このシステムは普及しなかったが、これを開発していたSubmarine Signal Companyは後にレイセオン社に合併されて、今日にその系譜を残している。そして1912年のタイタニック号の沈没事故によって、海上に浮かぶ遠方の氷山を何とか早期に発見することが求められるようになると、タイタニック号の建造国であったイギリスだけでなく多くの犠牲者を出しその後も海上交通を利用する必要のあった米仏でも、新たな技術の開発が求められるようになった。
1914年には、アメリカ合衆国の科学者フェッセンデンが、アクティブ・ソナーの原型となる装置を開発し、2マイル先の氷山の探知に成功した。彼の装置はダイナミック・スピーカーの可動コイルと同じ原理で、トランスデューサー（送受信器）を作り、1100Hzの可聴音による音響ビームを一方向に放って反響波を受信するものだった。
この年に第一次世界大戦が始まったが、大戦勃発から1ヶ月後の9月5日、ドイツ帝国海軍の潜水艦（Uボート）の1隻であるU21の雷撃により英海軍の偵察巡洋艦「パスファインダー」が撃沈されたのを端緒として、その17日後の9月22日にはU9が3隻のクレッシー級装甲巡洋艦を立て続けに撃沈するなど、潜水艦の脅威は猖獗を極めた。これに対抗するため、対潜戦の技術開発は焦眉の急となった。まずセンサーとして用いられたのがハイドロフォン（のちのパッシブ・ソナー）であり、1915年には地上局が設置され、1916年には艦載化が開始された。
その後、1917年にはパリ市立工業物理化学高等専門大学のランジュバン博士が水晶の圧電効果による高性能のトランスデューサーを開発し、真空管式アンプと共に実用的なアクティブ・ソナーを作った。ランジュバン博士のソナー装置は100キロヘルツの超音波を直径200mmの振動子から放射することで鋭いビームを形成することに成功した。この装置はフランス海軍の興味を引き、1918年には1,500メートル先の潜水艇を発見している。これによって開発されたのがアクティブ式のASDIC（のちのアクティブ・ソナー）である。その実用化は1920年と、大戦には間に合わなかったが、例えばアメリカ海軍の概念実証モデルであるQAは1927年より洋上試験に入った。このようなサーチライト・ソナーは各国で開発され、第二次世界大戦において実戦投入された。
戦中期から第二次大戦期には、特殊な海洋音響環境の存在が知られるようになっており、戦後にかけて、当時の対潜戦の趨勢とあわせて数理学的分析を導入した水測予察技術の開発が志向されることとなった。また戦後には、デジタル信号処理技術の発達を背景に、アメリカ海軍が1948年より艦隊配備を開始したQHBを端緒として、フェーズドアレイ方式を採用したスキャニング・ソナーが普及するとともに、遠距離探知の要請から低周波化が志向された。またその後、対潜戦のパッシブ化を受けて、パッシブソナーの技術開発が並行して進められたほか、C4Iシステムの発達とともに、両者を組み合わせたマルチスタティック・ソナー技術の開発もなされている。

## 種類
ソナーは、自ら音波を発するアクティブ式と、目標が発する音波を捉えるパッシブ式に大別される。

### アクティブ・ソナー
電波領域のレーダーに対応する装置であり、反響定位を用いて目標の情報を得る。用途や実装に応じて、下記のような種類がある。
探信儀
潜水艦を捜索する目的で艦艇に搭載するもの。
可変深度ソナー（variable depth sonar）
送受波器の深度を変更できるように、艦艇から送受波器を吊下して曳航するもの。
機雷探知機（mine hunting sonar）
機雷を探知する目的で、主として機雷戦艦艇に搭載するもの。感応機雷の出現に伴う機雷掃討の要請から、機雷を探知するだけでなく類別することもできるよう、分解能が高い高周波数を使用している。
音響測深機（echo sounder）
水深測量用。近年では、複数のビームで同時に走査することで、海底地形を即座に等深線図として作図できるようにしたマルチビーム音響測深機 (MBES) が主流となっている。
また漁撈用途として、海底ではなく魚の探知を重視した魚群探知機も派生している。
海底音波探査機（acoustic bottom profiler）
海底地質調査用。音響測深機よりも低周波で無指向性の音波を使って、海底や海底下の地層境界からの反射波を捉えるものであり、音響測深機のサブシステムとして実装されることもある。
サイドスキャンソナー (Side-scan sonar) 
進行方向の側方を探信し、連続的に海中や海底を捜索又は探査するもの。電波領域でのイメージングレーダーに相当するものであり、短時間で広域にわたる海底地形を写真のような映像として写しだすことができる。
なお1947年の定義では、200ヘルツから5キロヘルツを「低周波」、5から30キロヘルツを「中周波」、15から100キロヘルツを「高周波」とした。潜水艦を捜索探知する場合は、遠距離では低周波、近接対潜戦では中周波が適するとされている。周波数が低くなればなるほど遠距離伝播に優れ、また水中吸音材への対抗という面でも有利であるが、一方で残響などのノイズが大きくなり、類識別も困難となり、指向性が鈍いために方位精度も落ち、また送受波器も大きくなる。

### パッシブ・ソナー
ある離れた物体が発生する音を分析し，その物体に関する情報を得るための技術又は装置。
送受波器として受信専用のハイドロフォンのみを使用するシステムであり、大日本帝国海軍では水中聴音機とも称されていた。母艦の水中放射雑音から離隔するために曳航ソナーの形態をとっている場合が多く、対潜捜索用としては、戦術用途で用いられるシステム（TACTASSなど）と、サーベイランス用途で用いられるシステム（SOSUS・SURTASSなど）がある。

## 構成・利用技術

### 送波・受波

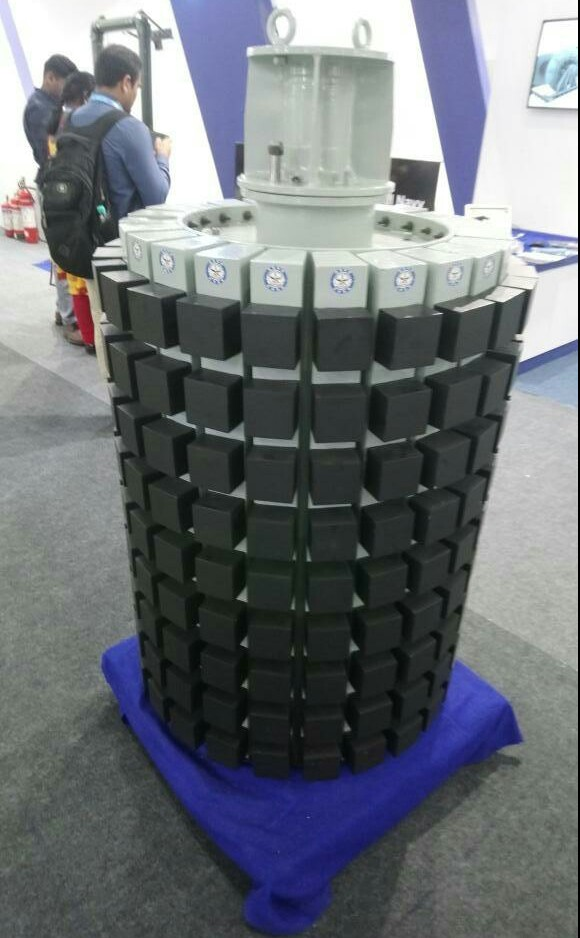
円筒形アレイとして配列されたHMS-X探信儀の送受波器

音響エネルギーと電気エネルギーの相互変換を行うのが送受波器（トランスデューサー）である。電気エネルギーを音響エネルギーに変換する（音波を発振する）のが送波器（プロジェクター）、音響エネルギーを電気エネルギーに変換する（聴音する）のが受波器（ハイドロフォン）であり、同一の機構で兼用する場合と、それぞれ別に実装する場合がある。これらはソナー・システムの最前線として水中にあることから「ウェット・エンド」とも称される。
これらの変換は、磁歪ないし圧電効果（電歪を含む）によって行われる。石英（水晶振動子）、リン酸アンモニウム、ロッシェル塩などの圧電素子は、加圧すると結晶表面間に電荷を誘起し、また逆に結晶体に電圧を加えると圧力を生じる。また電歪素子は圧電素子と類似するが、高電界を加えて適当に分極させる必要があり、チタン酸バリウムやチタン酸ジルコン酸鉛などが用いられる。
単一の素子による送受波器も研究用としては生き残っているが、実用機では、多素子を空間的に配列したアレイが用いられることが多くなっている。アレイとして配列し、ビームフォーミングを行うことで、感度の向上や音波到来方向の識別、また受波器のSN比向上が期待される。ビームフォーミングの際の指向性利得（アレイゲイン）を向上させるためには、アレイは対象音の波長の数倍の長さを確保しておくことが望ましく、従って対象周波数が低周波になればなるほど所要のアレイ長・受波面積は増大する。一方、ビームフォーミングのためには、対象音の波長の半分以下の間隔でハイドロフォンを配置する必要がある。

### 送信・受信
ソナー・システムでは、ウェット・エンドで捉えた音響信号をコンピュータ等で適切に処理して初めて音響情報となる。このような処理を行うシステムは艦船内にあることから「ドライ・エンド」とも称される。

#### 送信信号
アクティブ・ソナーでは、一般に、受信信号からエコー信号を検出する方法として相関信号処理が行なわれる。このために用いられる信号波形としては、下記の2方式が代表的である。
一定周波数連続波（Pulse Continuous Wave, PCW）
一定周波数の連続波をパルス変調したもの。
直線状周波数変調（Linear Frequency Modulation, LFM）
周波数が時間とともに直線的に変化する周波数変調波をパルス変調したもの。
またこのほか、より複雑な波形としてPRN（pseudorandom noise）やSFM（Stepped frequency modulation）などもある。例えばSFMにPDPC処理を組み合わせたSFM-PDPC（Post detection pulse compression）は、SN比の改善手段として検討されている。

#### ビームフォーミング
上記のとおり、送波器・受波器をアレイとして配列することによって指向性をもたされる場合がある。このように音響ビームを形成することをビームフォーミング（beamforming）と呼ぶ。
ビームフォーミングはアレイの配列方法や整相、シェーディングなどによって決定される。またビームを形成したことによるハイドロホンアレイのSN比向上は、指向性利得（アレイゲイン）によって評価される。曳航ソナーのような直線状アレイであればアレイ長、探信儀などで使われるような円筒形アレイや球形アレイであれば音波を受けてビーム形成ができる受波面積が大きければ大きい（いわゆる「開口が大きい」）ほどアレイゲインが向上する。

#### 送信形式
送信形式としては、下記のようなモードがある。
全方向送信（Omnidirectional transmission, ODT）
全指向性で送信すること。
逐次方向送信（Rotating Directional Transmission, RDT）
音響ビームを旋回、ないしその方向を適宜変化させながら送信すること。
三重逐次方向送信（Triple Rotating Directional Transmission, TRDT）
3本のビームを生成してそれぞれ120度ごとに旋回させて走査すること。
SDT（Steering Directional Transmission）
音響ビームを任意の一方向にむけて送信すること。

#### 受信形式
受信形式としては、下記のようなモードがある。
スキャニング受信（scanning reception）
1本の受波音響ビームを走査させながら受信する方式。
待ち受け受信（preformed beam reception）
複数方向にあらかじめ形成された受波音響ビーム（preformed beam）によって同時に受信する方式。
スプリットビーム受信（split beam reception; 双ビーム受信とも）
ある方向に対して音響中心位置の異なる2つの受波音響ビームを構成しておく方式。これらの音響ビームで同一信号を同時に受信して、到達時間差を位相差として検出して、目標の方向を特定できる。
またこれらの古典的なモードのほか、所定の方向に主極を向けつつ妨害音の方向の感度が最小になるように自動的に指向性を制御する適合ビームフォーミング (adaptive beamforming, ABF) などの新しい方式も登場している。
パッシブ・ソナーの音響信号処理の基本は、信号のスペクトル解析による周波数情報と方位情報の抽出である。スペクトル解析には高速フーリエ変換（FFT）や最大エントロピー法（MEM）が用いられる。

## 性能・特性

### ソナー方程式
ソナー装置と目標との関係は、ソナー方程式（sonar equation）によって表される。これは第二次世界大戦中に初めて定式化されたものであり、レーダー方程式と同様、媒質、目標および装置の効果を結びつける動作関係式である。
古典的なモノスタティック式のアクティブ・ソナー（送波器と受波器が同一場所にあるもの）の場合の方程式は下記のようになる。
{\displaystyle SL-2TL+TS=NL-DI+DT}(背景雑音型)
{\displaystyle SL-2TL+TS=RL+DTr}(背景残響型)
{\displaystyle DT}：検出閾値（限界）
{\displaystyle SL}：音源の送波レベル
{\displaystyle TL}：海中の伝搬損失
{\displaystyle TS}：目標のターゲット・ストレングス
{\displaystyle NL}：雑音レベル
{\displaystyle RL}：残響レベル
一方、パッシブ・ソナーでは、目標のターゲット・ストレングスが無関係になり、また往復伝搬のかわりに片道伝搬を考えればよいことから、下記のような方程式となる。
{\displaystyle SL-TL=NL-DI+DTn}
{\displaystyle DI(AG)}：指向性利得（配列利得）

### 海洋音響環境

#### 音速プロファイル
海中での音速に影響を与える物理特性は、気泡や微生物といった混入物を除けば、海水温・塩濃度・水圧という3つの基本量のみとされている。これを利用して、海中での音速は、深度を変数とする関数として定義でき、この音速-深度関数を音速プロファイルと称する。音速プロファイルは、下記のように、それぞれ異なる特性と成因をもついくつかの層に分けられる。
表面層（surface layer）
海面直下に位置しているため、熱交換や風の作用を受けやすく、音速は不安定である。雲で覆われたり風浪のある海域では、風や波により撹拌されて等温層を生じることがあり、これを混合層 (mixed layer) と称する。
水温躍層（thermal layer）
音速の負の勾配（水温および音速が深度とともに減少）に特徴がある。季節による影響を受けやすい（場合によっては表層と一体化して消滅する）季節水温躍層と、わずかしか影響を受けない主水温躍層に分けられる。
深海等温層（deep isothermal layer）
海水温は39 °F (4 °C)で一定であり、音速は圧力の影響を受けて、深度とともに増加する。

#### サウンドチャネル
深さとともに音速が変わってゆくとき、途中で音速の極小部をもつような海洋中の領域をサウンドチャネル（sound channel）と称する。これは音線（音の伝播経路）に対して一種のレンズのように働くため、屈折によって鉛直方向に発散しなくなり、遠距離に伝播しやすくなるという特性がある。
サウンドチャネルには下記のようなものがある。
混合層サウンドチャネル（サーフェスダクト）
海面直下の、音速勾配が正の領域によって形成されるもの。この層にトラップされた音波は、音線経路に沿って海面の反射を連続的に繰り返して遠方に伝播していく。またサーフェスダクト内にあるソナーにとって、その層の直下の水温躍層内は音線が到達できないシャドウゾーンとなることから、混合層下端の深度は対潜戦上重要であり、特に層深（layer depth）と称する。
中間層サウンドチャネル
下記のDSCほど深くない中間深度に、より限定的な海域で季節的にサウンドチャネルが出現することがある。これは局地的・一時的な現象だが、しばしばソナーの運用に大きな影響を与える。例えばロングアイランドとバミューダ諸島の間では、夏季にはメキシコ湾流の影響を受けて正の音速勾配が逆転し、深度300 ft (91 m)付近を音速極小点とするサウンドチャネルが出現する。地中海でも、風による撹拌を受けずに表面層の海水が太陽で暖められることによって、春から夏にかけて海面付近に強い負の音速勾配が発達し、やはり深度300 ft (91 m)付近を軸とするサウンドチャネルが出現する。これはDSCと同様に海面付近の音源による収束帯を形成するが、DSCよりも薄いチャネルであるため、帯の間隔は20 mi (32 km)程度と、ずっと短い。また日本の南西諸島西方の東シナ海でも同様の現象が認められる。この現象には1,000メートル程度の水深が必要とされる。
深海サウンドチャネル（SOFARチャネル, DSC）
水温躍層と深海等温層の境界を音速極小点とするもの。海面や海底への反射による音響的損失を生じにくいことから、中程度の音響出力でも非常に長距離の伝搬を期待できるという特性がある。
深海サウンドチャネルの位置は海域によって異なるが、各種条件が合致して海面付近まで上がってきた場合には収束帯（CZ）が出現し、水上艦艇のソナーでも長距離探知を期待できる。